# Mondo Sangue
Mondo Sangue (ital. Welt des Blutes) ist ein Musikprojekt aus Stuttgart, das sich den Soundtracks fiktiver Filme widmet.

## Geschichte
Der Komponist Christian Bluthardt und die Sängerin Yvy Pop lernten sich in der Videothek Filmgalerie 451 kennen und gründeten das Bandprojekt Mondo Sangue, das sich den Soundtracks fiktiver B-Movies des italienischen Kinos der 1960 und 1970er Jahre widmet. Der Name ist eine Anlehnung an die Exploitationfilme der 1960er und 1970er Jahre in Italien. 2016 veröffentlichte Mondo Sangue den ersten Soundtrack zum (fiktiven) Kannibalenfilm L'Isola dei Dannati (Die Insel der Verdammten) als limitierte Vinyledition bei Allscore. Musikalisch orientiert sich das Debütalbum dabei an den Komponisten Riz Ortolani und dessen Soundtrack zum umstrittenen Exploitationfilm Nackt und zerfleischt (Originaltitel: Cannibal Holocaust) von Ruggero Deodato sowie an Nico Fidenco, der neben seiner Filmmusik zur Exploitationstrilogie Black Emmanuelle 1977 eine weitere Produktion mit Hauptdarstellerin Laura Gemser als „Emmanuelle“ unter dem Titel Nackt unter Kannibalen (Emanuelle e gli ultimi cannibali) veröffentlichte.
2018 folgte No Place for a Man (Il Villaggio delle Donne – Das Dorf der Frauen) als Hommage an den italienischen Spaghetti-Western und dessen ikonografischer Filmmusik der Komponisten Ennio Morricone, Bruno Nicolai, Stelvio Cipriani und Francesco de Masi. Auf No Place for a Man hat u. a. der Sänger und Schlagzeuger Bela B unter dem Pseudonym Alberto Rocca (als Verweis auf dessen zweiten Vornamen) einen Cameoauftritt beim gleichnamigen Duett. Die italienische Version des Titels Sto paese non è niente per te ist nur auf der Vinylausgabe erschienen, eine deutsche Version Kein Ort für einen Mann erschien auf der Wiederveröffentlichung des Albums Bingo von Bela B 2019. Den gleichnamigen Trailer spricht der Synchronsprecher Rainer Brandt.
Am 30. Oktober 2020 erschien das dritte Studioalbum VEGA-5 (Avventure nel Cosmo), dessen inhaltliche Narration an Sciencefiction-Serien wie Star Trek, Raumpatrouille – Die phantastischen Abenteuer des Raumschiffes Orion oder Kampfstern Galactica angelehnt ist. Musikalisch beschreibt VEGA-5 die Abenteuer einer Raumschiffbesatzung (darunter Gastsänger Bela B als Space Cowboy) Ende der 1960er bis Ende der 1970er Jahre.
Das vierte Studioalbum Rosso come la Notte widmet sich dem stilprägenden europäischen Genrefilm Giallo, der als Wiege des modernen Horrorfilms gilt. In Anlehnung an Werke des italienischen Genrekinos, wie Mario Bavas Blutige Seide, Sergio Martinos Der Killer von Wien, Lucio Fulcis Lizard in a Woman's Skin und insbesondere Dario Argentos Profondo Rosso, Das Geheimnis der schwarzen Handschuhe und Suspiria erzählt der 2021 erschienene Soundtrack zum fiktiven Film Rosso come la Notte von der Tierpräparatorin Barbara, die für einen Auftrag ins Deutsche Fleischermuseum reist und spurlos verschwindet. Neben Bela B ist diesmal auch der Autor und Musiker Eric Pfeil auf der Schallplatte vertreten.
Im Zuge der Buchveröffentlichung AZZURO – Mit 100 Songs durch Italien von Eric Pfeil erschien 2022 die gemeinsame Single Radio Gelato ('81 Mondo Originale Mix) [feat. Eric Pfeil] als Hommage an die Italo Disco der 1980er Jahre.
Von Juni bis September 2022 zeigte die Ausstellung MONDOVERSE – Die Film- und Soundwelten von Mondo Sangue im Deutschen Fleischermuseum Filmrequisiten und Taxidermien, Videos, Plakat- und Covermalereien von Adrian Keindorf sowie begehbare audiovisuelle Filmsets der Diskografie (Kannibalendschungel, Italowestern-Prärie, Weltraum etc.).
Die im Oktober 2022 erschienene 10 inch Giallo come il giorno, die an die Geschichte des Vorgängeralbums Rosso come la notte anknüpft, beinhaltet Duette mit Rocko Schamoni, Dirk von Lowtzow, Bela B und Eric Pfeil.
Im November 2024 folgte das Album Diamantik, das einen fiktiven Film über die Meisterdiebin Diamantik in den Swinging Sixties des psychedelischen Italo-Kinos vertont, als Features treten abermals Rocko Schamoni und Bela B sowie Stefanie Schrank und Sedlmeir auf.
Christian Bluthardt lebt und arbeitet als freischaffender Komponist und Filmschaffender in Stuttgart. Yvy Pop ist Sängerin, Autorin und Radiomoderatorin. Neben ihrem Engagement bei Film- und Medienfestivals (Stuttgarter Filmwinter, Deutscher Dokumentarfilmpreis) unterrichtet sie an der Merz Akademie, Hochschule für Gestaltung, Kunst und Medien, Stuttgart.

## Rezeption
„Homage to Italian soundtracks of bygone days, no fake-rip-off but rather a big bow and small genre extension on soundtrack level.“

„[...] the music is simply superbly retro and filled with what one would think is the sounds of the 1970’s, the attention to detail with the style, orchestration and performance of the score (if that’s what it is) is faultless..“

„Entfaltung des Grauens. Mondo Sangue über verkanntes Musikschaffen. 9 von 10 Sternen.“

„Hommage an das italienische Unterhaltungskino der Siebzigerjahre [...]  , in der die musikalischen Elemente zwischen Psychedelic, Erotik und Exotik, zwischen Trash und italienischem Breitwandkino oszillieren. [...] Großes Breitwandkino auf schwarzem Vinyl!“

## Diskografie
Alben

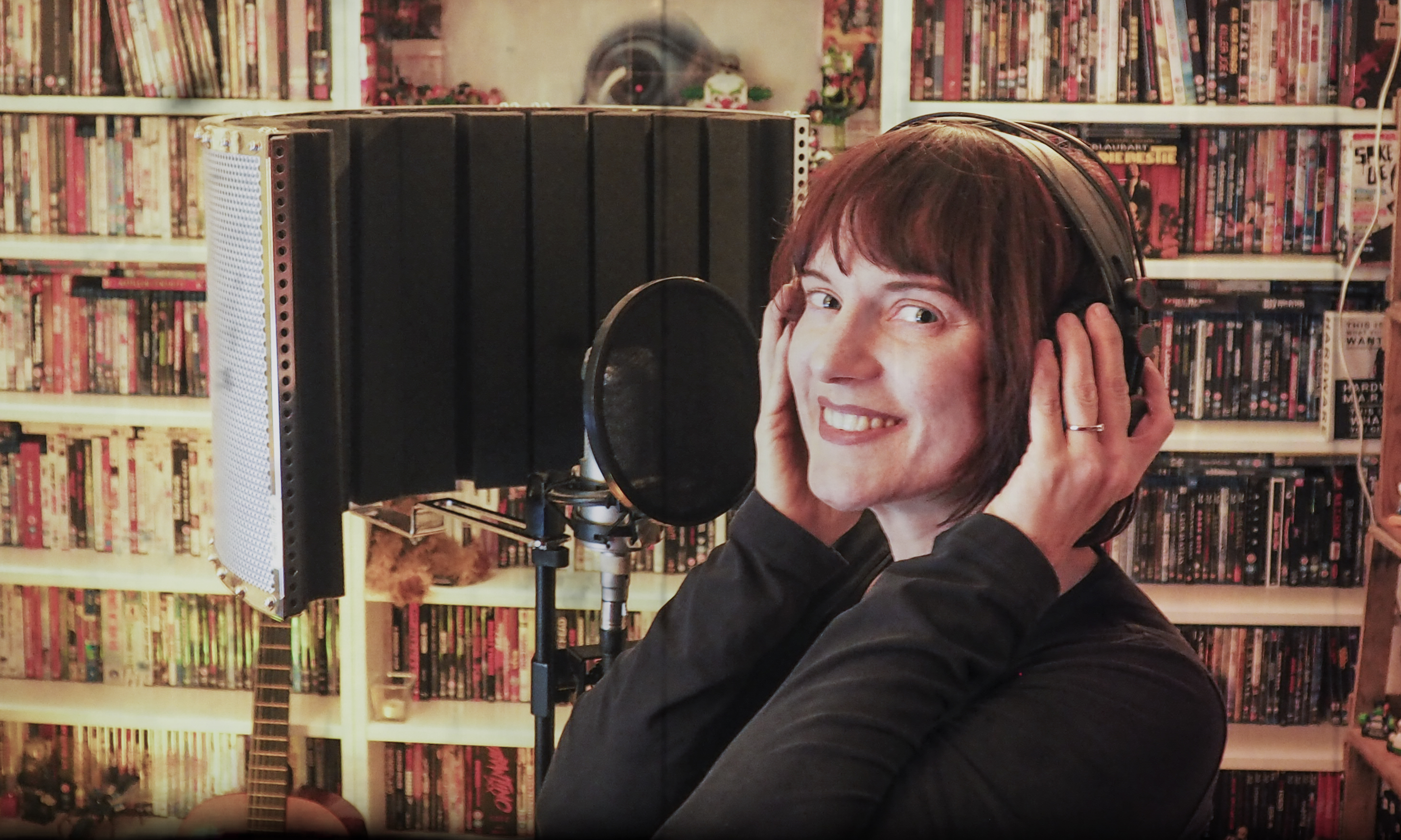
Aufnahmen zu No Place for a Man, Mondo Sangue (2017)

- 2016: L'Isola dei Dannati (Island of the Damned) (Allscore)
- 2018: No Place for a Man (Il Villaggio delle Donne) (Allscore)
- 2020: VEGA-5 (Avventure nel Cosmo) (Allscore)
- 2021: Rosso come la notte (Allscore)
- 2022: Giallo come il giorno (Allscore)
- 2024: Diamantik (Allscore)

Sonstige Veröffentlichungen
- 2018: Mondo Sangue: Serenade (Soundtrack zum Dokumentarfilm Stadtlücken)[16] (Filmmusik) (Dokumentarfilm, Film Akademie Baden-Württemberg)
- 2019: Bela B feat. Mondo Sangue: Kein Ort für einen Mann (CD, Bingo)[17]
- 2020: Mondo Sangue: December on Earth (Single) (Allscore)[18]
- 2022: Mondo Sangue: Radio Gelato ('81 Mondo Originale Mix) [feat. Eric Pfeil] (Single) (Allscore)[19]
- 2022: Mondo Sangue: Schöne fremde Frau [feat. Rocko Schamoni] (Single) (Allscore)[20]
- 2025: Mondo Sangue feat. Andreas Dorau: Zero Gravity Love (Andreas Dorau Remix) (Single) (Allscore)[21]